# Masatoshi Wakabayashi
Masatoshi Wakabayashi (Shinonoi, 4 de julio de 1934-Tokio, 11 de noviembre de 2023) fue un político japonés, miembro del Partido Liberal Democrático.

## Biografía
En 2006 fue ministro de Ambiente y en 2007 fue nombrado tercer ministro de Agricultura, Silvicultura y Pesca en el primer gabinete de Shinzo Abe, tras los escándalos del suicidio del ministro Toshikatsu Matsuoka y del escándalo financiero de Norihiko Akagi, quienes ocuparon dicha cartera. Fue renombrado a los pocos meses luego de la renuncia de Takehiko Endo. Tras la renuncia de Abe, continuó siendo ministro bajo el gobierno de Yasuo Fukuda hasta que fue reemplazado en 2008 por Seiichi Ota.
También fue diputado de la Dieta, pero renunció el 2 de abril de 2010 luego de un escándalo político al votar dos veces en la sesión plenaria, aprovechando la ausencia de su compañero Mikio Aoki, y votar en su curul.